# Signe Nøhr
Signe Nøhr (født 1994 i Hornum, Danmark) er en dansk lokalpolitiker for Det Konservative Folkeparti og viceborgmester i Vesthimmerlands Kommune. Hun har været medlem af byrådet siden 2014 og er desuden gymnasielærer på Støvring Gymnasium, hvor hun underviser i samfundsfag og geografi. Den 4. april 2024 blev hun gift med sin partner via en borgerlige vielse.

### Politisk karriere
Signe Nøhr blev valgt til byrådet i Vesthimmerlands Kommune i 2013 som blot 19-årig og var dermed kommunens yngste byrådsmedlem. Hun har siden siddet i tre sammenhængende byrådsperioder.
I perioden 2014–2017 var hun næstformand i Kultur- og Fritidsudvalget og medlem af Landsbyudvalget. Fra 2018 til 2021 var hun 2. viceborgmester, medlem af Økonomiudvalget, Børne- og Familieudvalget samt § 17, stk. 4-udvalget.
Siden 2022 har hun været 1. viceborgmester, næstformand i Økonomiudvalget, medlem af Børne- og Familieudvalget og næstformand for Klimaudvalget og § 17, stk. 4-udvalget.
I januar 2020 blev hun valgt som Det Konservative Folkepartis spidskandidat til borgmesterposten i Vesthimmerlands Kommune, som afløser for Knud Kristensen.

### Uddannelse og erhverv
Signe Nøhr er student fra Vesthimmerlands Gymnasium og HF (2014) og har senere studeret samfundsfag og geografi på Aalborg Universitet. Hun arbejder som gymnasielærer på Støvring Gymnasium, hvor hun underviser i naturgeografi, geografi og samfundsfag.
Hun har tidligere arbejdet som lærervikar på Farsø Skole, hvor hun især underviste i overbygningen og havde særligt ansvar for elever i ADHD-klasser og modtagerklasser.

### Mærkesager og debat
Signe Nøhr har i flere tilfælde deltaget aktivt i byrådsdebatter, særligt med fokus på børne- og familiepolitik. Under coronapandemien var hun bl.a. initiativtager til et forslag om at give skolerne mulighed for selv at beslutte, om de ville sende elever på lejrskole, uanset nationale retningslinjer. Forslaget blev ikke vedtaget.